# Endasys nitidus
Endasys nitidus är en stekelart som först beskrevs av Heinrich Habermehl 1912.
Endasys nitidus ingår i släktet Endasys och familjen brokparasitsteklar. Inga underarter finns listade i Catalogue of Life.